# Skítamórall
Skítamórall är en isländsk rockgrupp som bildades år 1989 i orten Selfoss. Skítamórall sjunger nästan uteslutande på isländska men har även spelat in ett fåtal låtar på engelska.

## Bandmedlemmar
- Arngrímur Fannar
- Jóhann Backmann
- Gunnar Ólason
- Herbert Viðarsson

## Diskografi
- 1996 – Súper
- 1997 – Tjútt
- 1998 – Nákvæmlega
- 1999 – Skítamórall
- 2003 – Ég Opna Augun (singel)
- 2003 – Skímó - Það Besta Frá Skítamóral
- 2005 – Hvers Vegna? (singel)
- 2005 – Má Ég Sjá